# Martí Colomer i Ribas
Martí Colomer i Ribas (Terrassa, 1930 - 13 de juny de 2015) va ser un jugador, àrbitre i directiu d'hoquei.

## Biografia
Va néixer en el si d'una família molt vinculada a l'hoquei. El seu oncle Ramon va formar part del Lawn Hockey Club Calasanci, el primer que hi va haver a tot l'estat. El seu pare, Josep Maria, va ser un dels fundadors del Club Egara. I ell es va iniciar en acabar la Guerra civil espanyola en el Club Deportiu Terrassa Hockey, club que havia sorgit precisament del Calasanci i al primer equip del qual jugà durant disset temporades, des de 1946 a 1963, deu d'elles com a capità. Durant tot aquest temps va ser onze vegades campió de Catalunya i sis d'Espanya, una d'elles d'hoquei sala, i també va ser dues vegades internacional amb la selecció espanyola.
Va destacar en el món de l'arbitratge, ja que va arribar a dirigir deu partits internacionals, entre ells la Copa d'Europa a Madrid el 1970. Però va deixar l'arbitratge per dedicar-se a les tasques de directiu. Primer en el CD Terrassa, on va ser en dues etapes el president de la seva secció d'hoquei i després a la Federació Catalana d'Hockey en la qual, entre 1964 i 1981, va ocupar diversos càrrecs, entre ells el de vicepresident de 1972 a 1976 i el de president de 1976 a 1981. Durant el seu mandat va crear els camps de gespa artificial de Montjuïc i Terrassa.
Paral·lelament, l'any 1980 va entrar a la Federació Espanyola com a vocal i de 1984 a 1992 va ser-ne vicepresident sota la presidència de Leandre Negre. Durant aquesta època va ser director adjunt de la sub-seu de Terrassa durant els Jocs Olímpics de Barcelona. El 1996 va ser elegit president de la Federació Espanyola i es va mantenir en el càrrec durant dotze anys, fins al 2008, quan en deixar-lo va ser nomenat el seu president d'honor. Durant els dotze anys com a president de la Federació Espanyola també va ser membre de la Federació Europea i de 1997 a 2004 membre del Comitè Executiu del Comitè Olímpic Espanyol.
Durant la seva llarga vida com a dirigent va rebre molts reconeixements i guardons, entre ells la medalla d'honor de la Ciutat de Terrassa, on va desenvolupar tota la seva tasca professional com enginyer tècnic, empresari, President de l'Institut Industrial de Terrassa des de 2005 i Vicepresident de la CECOT des de 1991, la medalla de plata i la insígnia d'or de la Real Federación Española de Hockey, la medalla d'or del Real Mérito Deportivo el 2008, i l'Orde del Mèrit Esportiu de la Federació Internacional d'Hoquei el 2009. Rebé la medalla Forjadors de la Història Esportiva de Catalunya el 1993.
En la vessant professional era enginyer tècnic tèxtil per l'Escola Industrial. Va desenvolupar la seva professió com a empresari tèxtil l'empresa de "tints de filats" Tintes Colomer S. A. fins a la seva jubilació.
Dins de l'Institut Industrial de Terrassa, va ser membre de la Junta Directiva des de 1975 fins a 1976, sota la presidència de J. Pous; des de 1977 fins a 1979, sota la presidència de M. Rambla; i l'any 1980, sota la presidència de N. Bacardit. Entre 1991 i 2005, n'assumí la vicepresidència, sota la presidència d'Eusebi Cima. De l'any 2005 va ser el seu president. I, pel que fa a la patronal Cecot, en Martí Colomer ha estat vicepresident de la Junta Directiva des de 1991 fins a 2004, sota la presidència de Cima; i des de 2005, sota la presidència d'Abad.
L'Institut Industrial va retre homenatge a l'esforç, la implicació i la trajectòria de Martí Colomer amb el seu nomenament com al primer President d'Honor del gremi tèxtil.